# María José Pons
María José Pons es una jugadora de fútbol española. Ocupa la posición de portera, nacida en Sabadell (España) el 8 de agosto de 1984.

## Biografía
María José Pons es una portera de grandes cualidades físicas. Internacional con la selección española sub-19 y absoluta se incorporó a las filas valencianistas en la temporada 2013/2014 tras haber militado en el Sabadell,  FC Barcelona,  Levante UD y RCD Espanyol. “Mariajo” es una guardameta ágil y potente, de grandes reflejos y capaz de interceptar balones imposibles, fuerte en el uno contra uno y contundente en el juego aéreo. La jugadora es hábil con los pies, convirtiéndose así en una pieza importante para iniciar la salida de balón del equipo. La cancerbera reúne todas las cualidades necesarias, siendo una de las mejores porteras de España y debutando con la selección el día 15 de febrero de 2012 junto a Sandra Paños contra la selección de Austria.